# Salem (Baden-Württemberg)
Salem is een kloosterdorp in de Duitse deelstaat Baden-Württemberg, het dorp telt ongeveer 1.000 inwoners. Deze plaats ligt in de gemeente Salem.
Het dorp is bekend om de cisterciënzerabdij met een fraaie abdijkerk uit 1297 die pas in 1494 werd gewijd. De kloostergebouwen (1700) zijn geconstrueerd door architect Franz Beer.

## Geboren
- Max von Baden (1933-2022), ondernemer en hertog